# Vindankläpparna
Vindankläpparna är en ö nära Knivskär i Nagu,  Finland.   Den ligger i Pargas stad i den ekonomiska regionen  Åboland  och landskapet Egentliga Finland. Ön ligger omkring 6 kilometer sydväst om Knivskär, omkring 25 kilometer söder om Nagu kyrka,  57 kilometer söder om Åbo och 170 km väster om Helsingfors. Närmaste allmänna förbindelse är förbindelsebryggan vid Kopparholm som trafikeras av M/S Nordep.